# A Kentucky Cinderella
A Kentucky Cinderella è un film muto del 1917 diretto e interpretato da Rupert Julian. Tra gli altri interpreti, Ruth Clifford, Harry Carter (in un doppio ruolo), Aurora Pratt, Emory Johnson, Eddie Polo, Frank Lanning, Zoe Rae, Lucretia Harris, Myrtle Reeves, Gretchen Lederer ed Elsie Jane Wilson, la moglie del regista, nel ruolo della cattiva della storia.
La sceneggiatura di Stephen Rounds e Elliott J. Clawson si basa sull'omonimo racconto di Francis Hopkinson Smith che era stato pubblicato a Boston nel 1899 in The Other Fellow .

## Trama
"Kentuck" Windfield Gordon resta ucciso mentre difende la sua miniera dall'attacco dei fratelli Long. Rimasta orfana, sua figlia Nannie viene mandata dal socio di suo padre, John Silverhood, in Kentucky, dallo zio Henry Gordon. All'arrivo, però, lo zio è assente per affari e la ragazza viene lasciata alla mercé della signora Gordon, la seconda moglie di Henry, una donna gretta che maltratta la giovane e che non sopporta che Nannie possa oscurare con le sue doti quelle di sua figlia Rachel. Zia Chlorindy, la mammy che ha aiutato a crescere Nannie, la protegge e quando la ragazza viene cacciata da casa, le trova un rifugio presso la signora Morgan, una ricca vedova che vive lì vicino. A casa della vedova, Nannie conosce Tom Bolding, un ricco scapolo che si innamora di lei e che la chiede in moglie a dispetto dei piani che aveva su di lui la signora Gordon, che voleva fargli sposare Rachel. Nannie rientra poi in possesso degli averi di suo padre quando, per il suo matrimonio, arriva, ricco dei proventi della miniera, anche Silverwood che finisce per innamorarsi della signora Morgan.

## Produzione
Il film fu prodotto dalla Bluebird Photoplays Inc.

## Distribuzione
Il copyright del film, richiesto dalla Bluebird Photplays, Inc., fu registrato il 26 maggio 1917 con il numero LP10851.
Distribuito dalla Universal Film Manufacturing Company, la pellicola uscì nelle sale cinematografiche statunitensi il 25 giugno 1917. In Danimarca, il film fu distribuito il 27 ottobre 1918 con il titolo Nannie fra Kentucky; in Norvegia, venne ribattezzato En Kentucky Cinderella (Nannie Kentuckys datter).
Copia incompleta delle pellicola della lunghezza di 850 metri con sottotitoli in olandese si trova conservata negli archivi del Filmmuseum di Amsterdam.